# Идрисов, Мухамет Рамазанович
Мухаме́т Рамаза́нович Идри́сов (18 февраля 1920 — 4 февраля 2012) — советский башкирский танцовщик. Заслуженный артист РСФСР (1955)

## Биография
Трудовую деятельность начал в 1939 г. на руднике Юлалы Баймакского района. После успешного выступления на республиканском смотре художественной самодеятельности был включён в состав участников Декады башкирской литературы и искусства в Москве (1941). Был приглашён Ф.А.Гаскаровым в Башкирский государственный ансамбль народного танца, в котором работал до 1963 года. Участник фронтовых бригад, выступал в концертах на передовой.
Наиболее заметные танцевальные композиции: «Баик», «Три брата», «У ручья», «Подарок» и др.

## Награды и звания
- Орден «Знак Почёта» (1949).
- Заслуженный артист РСФСР (1955).
- Народный артист Башкирской АССР (1953).
- Орден Камбоджи 2-й степени (1967, Камбоджа).
- Лауреат четвёртого Всемирного фестиваля молодёжи и студентов (золотая медаль, 1953, Бухарест), лауреат Всесоюзного конкурса артистов эстрады (Москва, 1960 год).